# 上常呂站

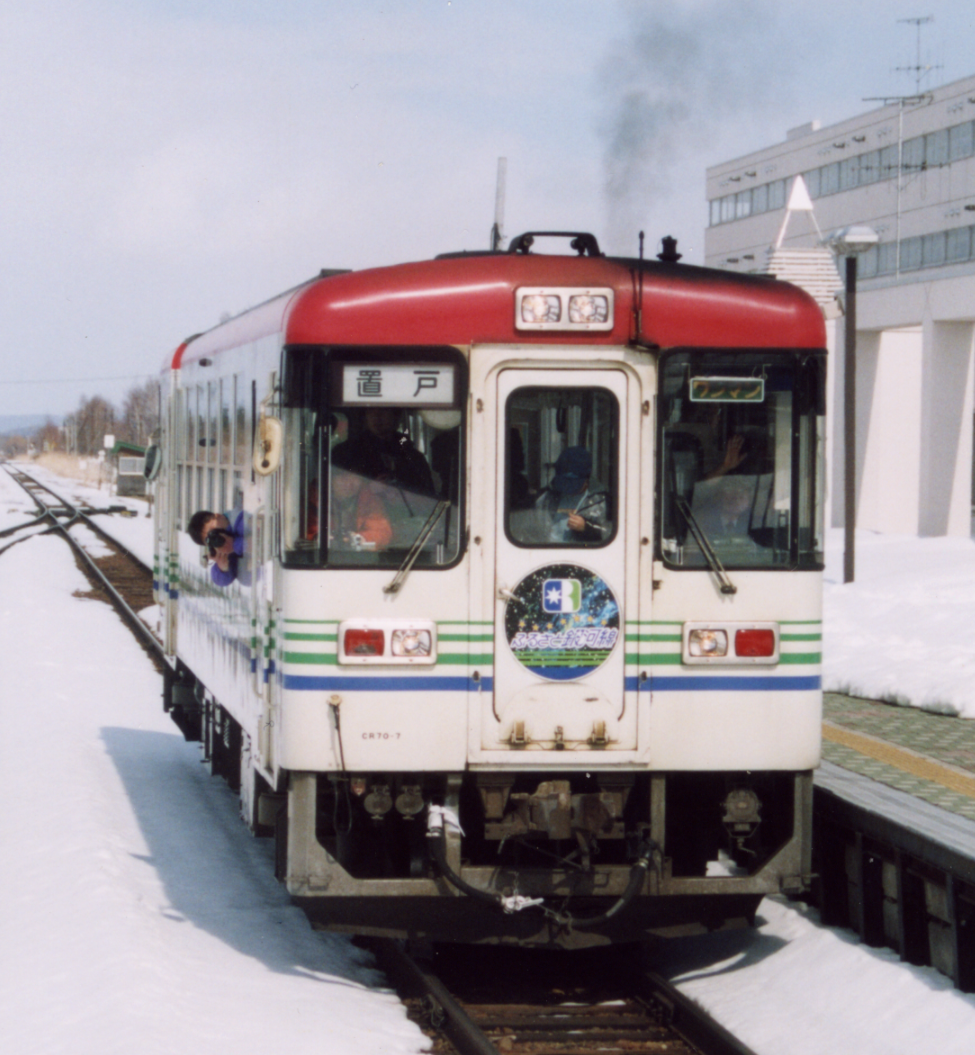
正在列車交會的CR70 7（2006年4月）

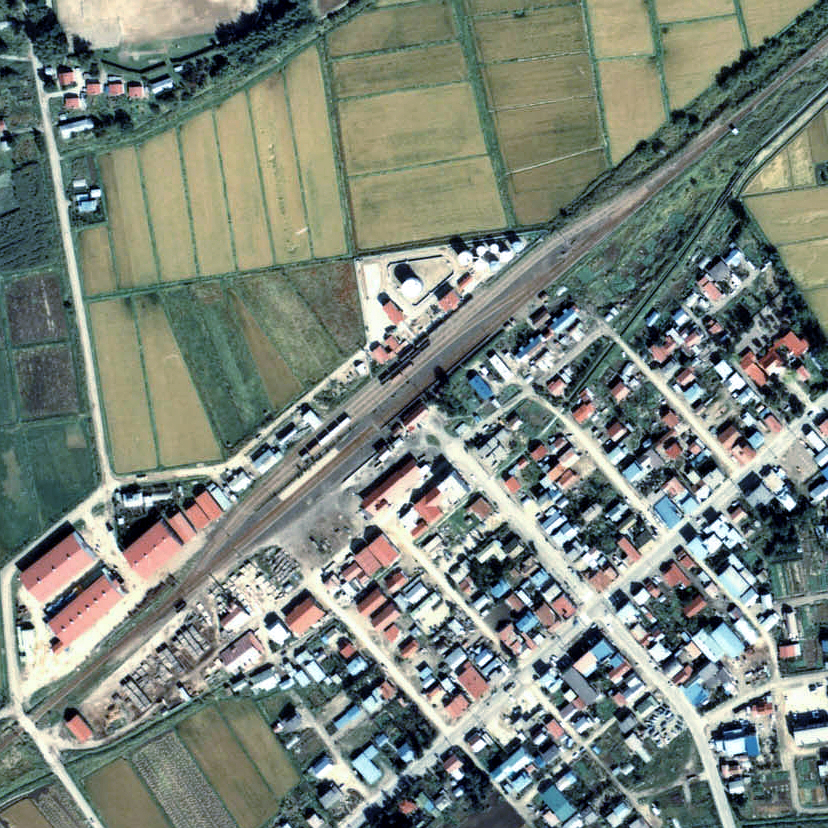
1977年國鐵池北線時代的上常呂站與周邊約500米範圍。右上方是北見方向。當時設有2面2線的千鳥式相對式月台，另外設有外側副本線和留置線等3條路軌。圖中也可看到連接油庫的1條引込線，車站大樓旁邊靠近池田一方設有貨物月台和引込線共1條。在靠近池田一方設有連接至堆場的1條引込線。堆場還堆放了木材。車站附近設有路軌分支連接製糖工場專用線。

上常呂站（日语：／ Kami-Tokoro eki */?）是位於北海道北見市上常呂，北海道池北高原鐵道的故鄉銀河線車站（廢站）。隨著故鄉銀河線廢線，車站在2006年（平成18年）4月21日廢除。

## 歷史
- 1911年（明治44年）9月25日 - 鐵道院網走線淕別站（現時：陸別站）至野付牛站之間開通[3]，此站啟用[4][1]。當時為一般車站。
- 1912年（大正元年）11月18日 - 池田至網走路線改名為網走本線[3]。
- 1949年（昭和24年）6月1日 - 日本國有鐵道成立，成為日本國有鐵道車站。
- 1957年（昭和32年）10月10日 - 芝浦製糖（後來為北海道糖業）北見製糖所開始作業，專用線開始使用。
- 1961年（昭和36年）4月1日 - 池田至北見之間改名為池北線，成為池北線車站[3]。
- 1984年（昭和59年）
  - 2月1日 - 結束處理貨物和行李，但是製糖工場專用線作為特例繼續處理該處的貨物[5]。
  - 3月20日 - 製糖工場專用線廢除。
- 1987年（昭和62年）4月1日 - 伴隨國鐵分割民營化，車站由北海道旅客鐵道（JR北海道）營運。
- 1989年（平成元年）6月4日 - 北海道池北高原鐵道繼承池北線[3][6][7][8][9]。
- 1994年（平成6年）9月25日 - 車站大樓翻新，建設了一座社區中心[10]。
- 1995年（平成7年）12月20日 - 車站無人化[11]。
- 2006年（平成18年）4月21日 - 故鄉銀河線全線廢除[2][12]，此站也廢除。

## 車站構造
截至車站廢除前，此站是地面車站，設有2面2線的相對式月台。車站大樓也是一座社區中心。
曾經此站靠近北見一方連接了北海道糖業（合併前名為芝浦製糖）北見製糖所之專用線。製糖公司擁有的機車牽引貨車，在《全國專用線一覧》中，專用線的作業距離為2.2公里（昭和32年版和39年版），總延長距離為5.7公里（昭和45年版）/5.4公里（58年版）。此外在昭和50年代，車站後方曾經設置了油庫，當時該處設有側線。

## 車站周邊
車站附近設有上常呂的村落。
- 北海道道495號上常呂停車場線（日语：北海道道495号上常呂停車場線）
- 北海道道50號北見置戶線（日语：北海道道50号北見置戸線）
- 北見市政廳上常呂出張所（位於社區中心內）[10]
- 北見市立中央圖書館上常呂分室（位於社區中心內）[10]
- 北見警署（日语：北見警察署）上常呂駐在所
- 上常呂郵局
- 北未來農業協同組合（JA北未來）上常呂分店
- 常呂川（日语：常呂川）
- 北海道北見巴士（日语：北海道北見バス）「上常呂」巴士站

## 相鄰車站
北海道池北高原鐵道
故鄉銀河線
廣鄉－上常呂－北光社

## 注腳
1. 1 2   田中和夫（監修）. . 上巻 国鉄・JR線. 北海道新聞社（編集）. 2002-07-15: 314–315頁,318–319頁. ISBN 978-4-89453-220-5. ISBN 4-89453-220-4 （日语）.
2. 1 2 3  北見現代史編集委員会（編集）. . 北見市: 981頁. 2007-01 （日语）.
3. 1 2 3 4   田中和夫（監修）. . 上巻 国鉄・JR線. 北海道新聞社（編集）. 2002-07-15: 236–237頁. ISBN 978-4-89453-220-5. ISBN 4-89453-220-4 （日语）.
4. ↑  『官報』1911年09月21日 鉄道院告示第71号 （页面存档备份，存于）（日語）（國立國會圖書館）
5. ↑  《旭川鉄道管理局、北海道糖業北見製糖所の専用列車の運転を3月20日まで認める》昭和59年1月28日日本經濟新聞地方經濟面北海道
6. ↑  田中和夫（監修）. . 下巻 SL・青函連絡船他. 北海道新聞社（編集）. 2002-12-05: 222頁–223頁. ISBN 978-4-89453-237-3. ISBN 4-89453-237-9.
7. ↑  北見現代史編集委員会（編集）. . 北見市: 952頁,954頁. 2007-01 （日语）.
8. ↑  ふるさと銀河線10周年記念事業実行委員会（編集）. : 21–24頁、95頁. 1999-06-04 （日语）.
9. ↑  . 北海道新聞 (北海道新聞社). フォト北海道（道新写真データベース）. 1989-06-03  [2016-11-25]. （原始内容存档于2016年11月25日） （日语）.
10. 1 2 3 4  “広場や図書館、施設充実 市住と直結「地域の顔」に 上ところコミュニティプラザ落成” 北海道新聞 (北海道新聞社): p7. (1994年9月26日 夕刊)
11. ↑  私鉄の廃線跡を歩くI JTB出版 2007年出版。卷尾資料。
12. ↑  . 北海道新聞 (北海道新聞社). フォト北海道（道新写真データベース）. 2006-04-21  [2016-11-25]. （原始内容存档于2016年11月25日） （日语）.